# Jack Nicklaus
Jack William Nicklaus (Columbus, Ohio; 21 de enero de 1940) es un exgolfista estadounidense, considerado por muchos como el mejor golfista de la historia, por ser quien ha ganado un mayor número de torneos majors (un total de 18 profesionales y 20 si se cuentan los dos Abiertos de Estados Unidos Aficionado que ganó en 1959 y 1961). Su robusta apariencia y su cabello dorado le han dado el sobrenombre de Golden Bear («oso dorado»).
En el Abierto de Estados Unidos de 1962 ganó su primer torneo profesional, a la vez que fue también su primer major. En esta ocasión se impuso a Arnold Palmer comenzando una enorme rivalidad entre ambos. En 1966, ganó el The Masters por segundo año consecutivo, siendo el único en conseguirlo hasta ese momento. Ese año también ganó el Abierto británico con lo que logró adjudicarse por lo menos en una ocasión todos los torneos majors (había conseguido el Campeonato de la PGA en 1963).
Entre 1971 y 1980, ganó nueve majors más, superando el récord de 13 majors que ostentaba Bobby Jones. A los 46 años logró su 18º torneo major, en el The Masters de 1986, siendo el ganador de más edad de un torneo major en la historia. En 1990 se unió al PGA Tour sénior y en 1996 había ganado diez torneos del tour, incluyendo ocho majors. Continuó jugando los cuatro majors del PGA Tour hasta 2005, cuando disputó sus últimas apariciones en el Abierto británico y en The Masters.
Además de estos títulos organiza su propio torneo del PGA Tour, el Memorial Tournament, escribe libros sobre técnica de juego y autobiográficos, diseña campos de golf (su compañía es una de las más importantes del mundo) y tiene su propia marca de equipamiento de golf, que fue fundada en 1992.

## Biografía

### Inicios

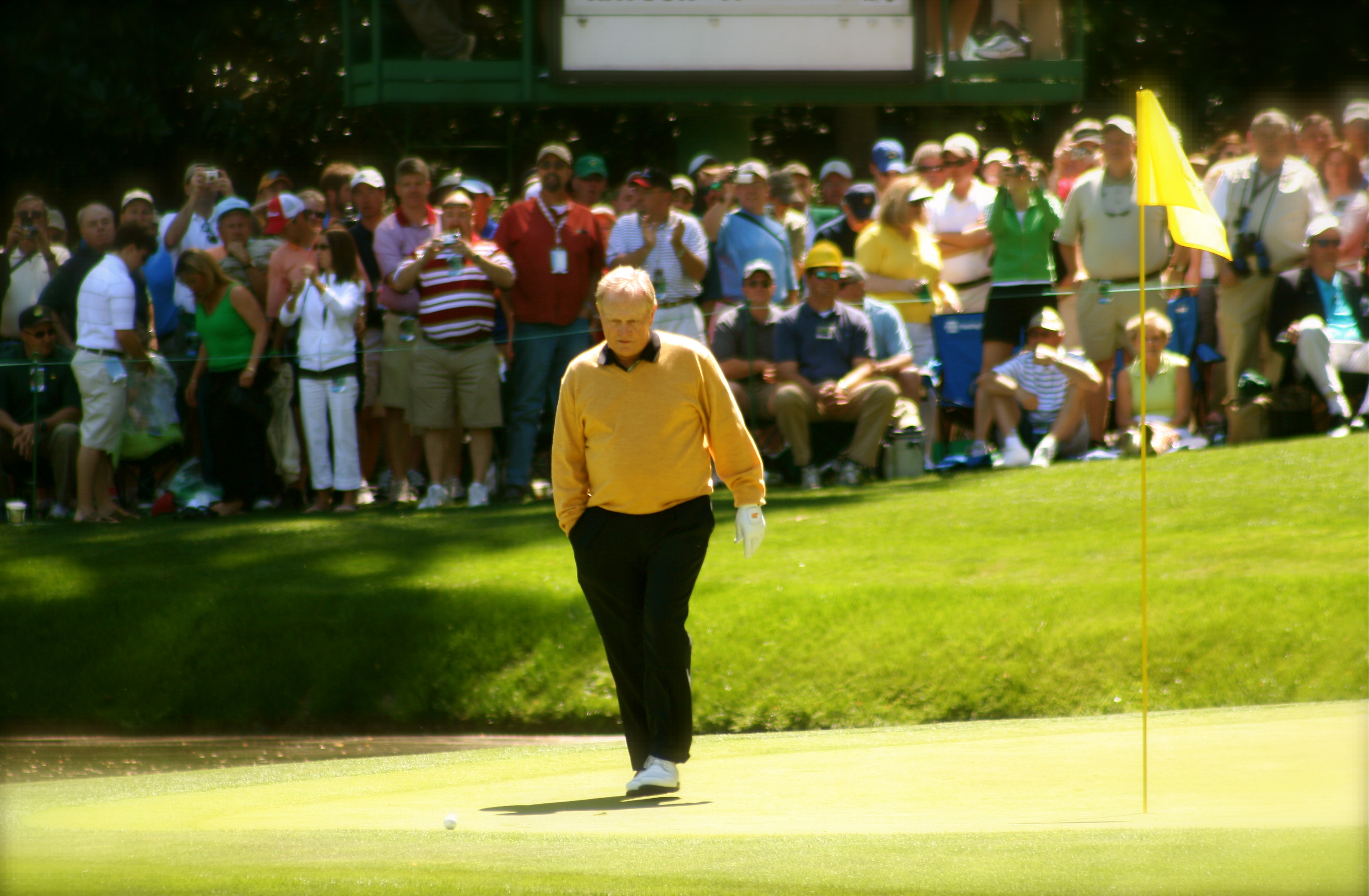
Nicklaus en el hoyo 9 del Master de Augusta de 2006.

Nicklaus nació en Columbus, Ohio, hijo de un farmacéutico. Vivió en un suburbio de Upper Arlington y fue al Upper Arlington High School. Cuando era niño venció un caso de polio y a los 10 años comenzó a jugar al golf realizando 51 lanzamientos en 9 hoyos. A los 12 ganó su primer título de cinco consecutivos en el torneo junior del Estado de Ohio. Ganó el Abierto de Ohio en 1956 a los 16 años, compitiendo contra profesionales. Mientras asistía a la Universidad Estatal de Ohio, ganó el título estadounidense aficionado en dos ocasiones (1959 y 1961) y un Campeonato NCAA (1961). En el US Open de 1960 realizó 282 golpes, terminando el segundo, a dos golpes de Arnold Palmer.
Representó a los Estados Unidos contra Gran Bretaña e Irlanda, ganando la Walker Cup tanto en 1959 como en 1961 (ganó asimismo sus partidos individuales). También fue miembro de la victoria en el Trofeo Eisenhower de 1960, ganando el título no oficial individual con cuatro rondas de 269, un registro todavía vigente. Fue nombrado como el líder mundial aficionado por la revista Golf Digest durante tres años consecutivos, de 1959 a 1961. También ganó dos Trans-Mississippi Amateurs en 1958 en el Club de campo de Prairie Dunes y en 1959 en el Club de campo Woodhill.

### Profesional

#### Primeras victorias
Comenzó su carrera profesional en 1962. Su primer título profesional fue ese mismo año derrotando a Arnold Palmer en el playoff en Oakmont por el Abierto de Estados Unidos. En ese momento nació la rivalidad entre ambos que atrajo espectadores de la nueva tecnología de televisión. En el final del año Nicklaus consiguió dos victorias más, en el Abierto de Seattle y en el Abierto de Portland. Ese año terminó con unas ganancias de 60.000 dólares, siendo el tercero en el ranking del año y nombrado "novato del año".
En 1963 ganó dos torneos majors más, el The Masters y el Campeonato de la PGA, además de otros tres torneos, entre ellos el Torneo de campeones. A final de temporada fue el segundo en la lista de ganancias con 100.000 dólares. En 1964, no ganó ningún torneo major pero fue el primero en la lista de ganancias, con solo 81.13 dólares de diferencia con respecto a Palmer. En el Abierto británico en Saint Andrews marcó un nuevo récord al realizar los últimos 36 hoyos con 66-68, aunque esto no fue suficiente para ganar el título a Tony Lema.
Ganó el The Masters en 1965 y 1966, siendo el primero en obtener el título en dos ocasiones consecutivas del torneo, y además batió el récord del torneo en 1965 con 271 (fue batido en 1997 por Tiger Woods con 270). En 1966, también ganó el Abierto británico en Muirfield, Escocia, que era el único major que le quedaba por adjudicarse. Con esta victoria se convirtió en el jugador más joven en ganar los cuatro majors (después le superó Woods con 24 años), que también habían conseguido Gene Sarazen, Ben Hogan y Gary Player. En 1971, logró ganar otra vez los cuatro majors, y después de ganar su tercer Abierto británico en 1978, lo realizó por tercera vez. En 1967, ganó su segundo Abierto de Estados Unidos en el campo de Baltusrol, batiendo el récord de Hogan de 72 hoyos con 275 golpes.

#### Malos resultados
Después de su victoria en el Abierto de Estados Unidos de 1967 no ganó ningún torneo major hasta 1970 en St Andrews, siendo además desde 1968 hasta 1970 el segundo o tercero en la lista de ganancias. Aumentó de peso y perdió condiciones físicas que le afectaron. Al final de 1969 mejoró su condición física y volvió a recuperar su rendimiento. En 1970, murió su padre, Charlie Nicklaus. Poco después ganó el Abierto británico derrotando al estadounidense Doug Sanders en un emocionante playoff. Nicklaus lanzó su putter al aire después de su último golpe por la emoción de ganar en St Andrews.

#### Récords
Con la victoria en el Campeonato de la PGA de 1971 en febrero, se convirtió en el primer golfista en ganar los cuatro majors dos veces en su carrera. En el final del año ganó además cuatro títulos más, incluyendo el Torneo de campeones y el Campeonato nacional por equipos, junto a Arnold Palmer. En 1972, ganó los dos primeros majors, el The Masters y el Abierto de Estados Unidos, además de otros cinco torneos y ser segundo en otros tres. Sin embargo, no pudo ganar los cuatro majors en el mismo año puesto que Lee Trevino repitió en el Abierto británico (Nicklaus fue segundo a un solo golpe) y Gary Player ganó el Campeonato de la PGA.
Tras el Abierto de los Estados Unidos igualó el récord de Bobby Jones como el jugador con más torneos majors en su carrera, y en agosto de 1973 ganó el Campeonato de la PGA con el que lo superó, con 14. Ese año ganó otros seis torneos y el premio al jugador del año de la PGA por tercer año y segundo consecutivo. En 1974, no ganó ningún major, pero fue compensado con la inclusión en el Salón de la Fama del Golf Mundial, siendo uno de los trece incluidos desde el comienzo. Tras este honor dijo que era un recuerdo agradable después de la decepcionante temporada que había hecho.
Comenzó bien el año en 1975, ganó el Abierto Doral-Eastern, el Heritage y el The Masters, en el cual batió el récord de victorias, con cinco, que más tarde volvería a batir. También este año ganó el Campeonato de la PGA por cuarta vez en su carrera, fue nombrado por cuarta vez jugador del año de la PGA y ganó el premio al atleta del año para la American Broadcasting Company. Fue otra vez el primero en la lista de ganancias en 1976, a pesar de competir solo en 16 torneos, en los que ganó solo dos y ninguno un major. Asimismo ganó ese año el premio al jugador del año de la PGA por quinta vez.
El año 1977 ganó su 63.er título, pasando a Ben Hogan como el segundo jugador con más títulos en la historia por detrás solo de Sam Snead. Ese año no ganó ningún major pero quedó en segunda posición en el Abierto Británico tras Tom Watson, en el que fue uno de los mejores mano a mano de la historia. Nicklaus pegó 65-66 en las dos últimas rondas, solo siendo superado por Watson, 65-65. Nicklaus dijo que no estaba calificado para decir si fue el mejor cara a cara de la historia pero que, sin embargo, para él había sido el final más emocionante de su carrera.
Tras ganar el Abierto británico de 1978 se convirtió en el primer golfista en ganar los cuatro torneos majors en tres ocasiones (en 2008 fue igualado por Tiger Woods). Ese año ganó otros tres torneos del PGA Tour, incluyendo el Tournament Players Championship, además de ser nombrado deportista del año por la revista Sports Illustrated. Después de este año no ganó ningún torneo hasta junio de 1980, siendo 1979 el único año en el que no ganó ningún torneo desde su debut como profesional.
Su entrenador Jack Grout y su amigo Phil Rodgers le ayudaron a corregir ciertos aspectos de su técnica, incluso Rodgers vivió durante un tiempo en la casa de Nicklaus. En 1980, solo quedó en tres ocasiones entre los diez primeros, aunque dos de ellas fueron sus victorias en el Abierto de Estados Unidos y el Campeonato de la PGA. En los siguientes cinco años solo ganó dos veces en el PGA Tour, el Colonial Invitational en 1982 y su propio torneo, el Memorial Tournament en 1984.
El 26 y 27 de noviembre de 1983 Jack Nicklaus, Arnold Palmer, Gary Player y Tom Watson jugaron por un premio de 360.000 dólares en el primer Skins Game.
En 1986, Nicklaus coronó su carrera con su sexta victoria en The Masters en circunstancias increíbles. Se convirtió a los 46 años en el ganador más viejo de un major en la historia (un registro aún vigente). El columnista deportivo Thomas Boswell dijo al respecto que había cosas que posiblemente no pudiesen pasar por ser demasiado improbables, como que Nicklaus ganase el The Masters con 46 años. Con esta victoria sumó su 18º torneo major.
Ganó el The Masters de 1986 con un putter Response ZT y su fabricante, MacGregor Golf, recibió 5.000 peticiones al día siguiente de la victoria, cuando se había planificado vender solo 6.000 ejemplares durante todo el año. Esta victoria fue la última de su carrera en el PGA Tour.

### Sénior
Se unió al Champions Tour a los 50 años durante 1990. En su primer torneo, ganó en The Tradition, que es uno de los torneos majors del circuito sénior. Ese año disputó otro major más, el Mazda Sénior Tournament Players Championship, que también se adjudicó. En 1991, ganó tres de los cinco torneos que disputó y además tres fueron majors, el Abierto de Estados Unidos sénior, el Campeonato de la PGA sénior y The Tradition por segundo año consecutivo. Con estos títulos volvió a adjudicarse la victoria en los cuatro majors del circuito, esta vez en el Champions Tour.
Después de un año sin victorias (1992), volvió a ganar el Abierto de los Estados Unidos sénior en 1993. También ese año se adjudicó el Wendy's 3-Tour Challenge junto a Chi Chi Rodríguez y Raymond Floyd en el Champions Tour por equipos. Dicho torneo lo ganó asimismo los dos años siguientes. En 1994, ganó la versión sénior del Mercedes Championships y The Tradition al año siguiente. Ganó su torneo n.º 100 en 1996, cuando se adjudicó The Tradition por cuarta vez en su carrera. Este título fue el último oficial de su carrera.

### Final de su carrera
Tras su último título en 1986, fue octavo en el Abierto de los Estados Unidos de ese año y séptimo en The Masters del siguiente año, tras lo cual no volvió a estar entre los diez primeros hasta 1990, que fue sexto. A los 58 años, Nicklaus hizo otro gran torneo en The Masters de 1998, donde fue sexto con 283 golpes, por los 279 del campeón, Mark O'Meara. En el Abierto de Estados Unidos del año 2000 tuvo 73-82 y no pasó el corte. Ese mismo año fue emparejado con Tiger Woods y Vijay Singh en el Campeonato de la PGA, pero tampoco pasó el corte.
Jugó sin mucha preparación en The Masters del año 2005, un mes después de la muerte de su nieto de 17 meses Jake (el niño de su hijo Steve) el 1 de marzo de 2005. Jugó con Steve como terapia por la pena de su muerte y fue este el que le animó para que jugase The Masters por última vez. Ese mismo año terminó su carrera profesional en el Abierto británico, jugando en St Andrews el 15 de julio. Jugó con Luke Donald y Tom Watson la ronda final.
El último torneo competitivo que jugó en los Estados Unidos fue el Champions Tour Bayer Advantage Classic en Overland Park, Kansas, el 13 de junio de 2005.

## Fuera de la competición

### Diseñador de campos de golf

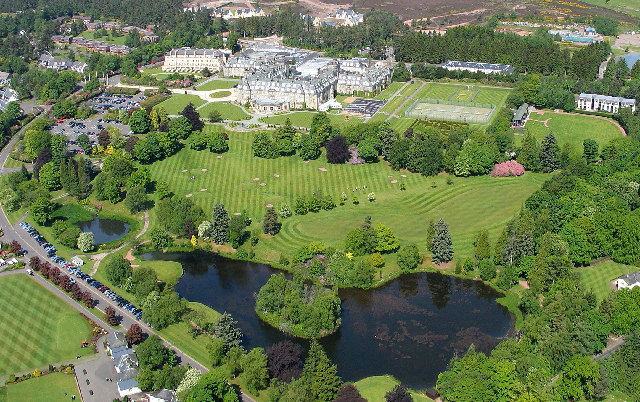
Hotel Gleneagles en Escocia, con su campo de golf diseñado por Nicklaus.

Nicklaus dedica la mayor parte de su tiempo al diseño de campos de golf y maneja una de las diseñadoras de campos de golf más importantes del mundo. Su primer diseño fue el Harbour Town Golf Links, que fue abierto para jugar en 1969. Durante los primeros años, sus proyectos fueron creados junto a Pete Dye o con Desmond Muirhead, quienes en aquellos tiempos eran los diseñadores de campos de golf más importantes del mundo. Su primer diseño solo fue el Glen Abbey Golf Course en Oakville, Ontario, que se inauguró en 1976. Este campo sirvió para la disputa del Abierto de Canadá durante muchos años, siendo el primero en 1977.
Ahora está en sociedad con sus cuatro hijos y su yerno en la compañía Nicklaus Design. En el año 2005 la compañía tenía 299 campos abiertos en todo el mundo para jugar, siendo esto el 1% de los campos del mundo (este cálculo fue hecho por la revista Golf Digest calculando sobre 32.000 campos, la mitad aproximadamente en Estados Unidos). Entre los campos que ha diseñado incluyen La Loma Golf Club en San Luis Potosí (San Luis Potosí), el Moon Palace Golf Club en Cancún, el Club de Golf Tres Marías en Morelia, el Polaris World en la Región de Murcia, el Muirfield Village en Ohio, el Shoal Creek en Alabama, el campo del centenario de la PGA en el Hotel Gleneagles en Escocia, el Patagonia Virgin Frutillar en Chile, el campo de Loi Suites Chapelco en San Martín de los Andes y Nordelta Golf Club, en Buenos Aires, ambos en Argentina

### Escritor
Ha escrito varios libros sobre enseñanza del golf, una autobiografía (My Story), un libro sobre sus métodos de diseño de campos y ha producido varios vídeos sobre golf. El escritor Ken Bowden a menudo le ayudaba en estos trabajos. Su libro Golf My Way es uno de los clásicos de todos los tiempos sobre la enseñanza y ha sido reeditado en varias ocasiones. Ha escrito artículos de instrucción en columnas de revistas, como la Golf o la Golf Digest, con la que está actualmente asociado. También apareció como analista y comentarista de televisión en retransmisiones de golf para la ESPN on ABC. Varios de sus libros han sido reeditados, a veces bajo títulos diferentes, y My Story incluso como edición limitada. Una selección de sus trabajos principales es esta:
- The Greatest Game of All, por Jack Nicklaus, 1969.
- Golf My Way, por Jack Nicklaus, con Ken Bowden, 1974, 1998, 2005.
- On and Off the Fairway, por Jack Nicklaus, con Ken Bowden, 1978.
- Play Better Golf: The Short Game and Scoring, por Jack Nicklaus, con Ken Bowden, 1987.
- Play Better Golf: Short Cuts to Lower Scores, por Jack Nicklaus, con Ken Bowden, 1990.
- Jack Nicklaus: My Story, por Jack Nicklaus, con Ken Bowden, 1997 (más un edición limitada de 225 páginas en honor a Nicklaus en el Torneo Memorial 2000).
- Jack Nicklaus' Lesson Tee, por Jack Nicklaus, con Ken Bowden, 1998.
- Nicklaus by Design: Golf Course Strategy and Architecture, por Jack Nicklaus y Chris Millard, 2002.
- Jack Nicklaus: Memories and Mementos from Golf's Golden Bear, por Jack Nicklaus, 2007.
- Golf and Life, por Jack Nicklaus y el Dr. John Tickell, 2007.

### Otros intereses
Nicklaus sigue organizando el Memorial Tournament que él mismo creó en su estado, Ohio. Se disputa en Muirfield en un campo que también diseñó. El precursor a este torneo, el Columbus Pro-Am, finalizó en 1975 y al año siguiente se celebró la primera edición del Memorial. Dicho torneo es uno de los más prestigiosos del PGA Tour. Además posee una marca de equipación de golf, que fue fundada en 1992. Dicha marca dispone de tres clases diferentes: la "Golden Bear", la "Jack Nicklaus Signature" y la "Nicklaus Premium", dependiendo del nivel de cada golfista.

## Palmarés
Durante su carrera en el PGA Tour, Nicklaus ganó 18 torneos majors, siendo éste el récord de victorias. Tiene el récord de victorias en el Masters de Augusta, con seis, y logró cinco en el Campeonato de la PGA, cuatro en el Abierto de los Estados Unidos y tres en el Abierto Británico.
El golfista ganó 73 torneos del PGA Tour, siendo el tercer golfista que más posee tras Tiger Woods y Sam Snead, y obtuvo 286 top 10, segundo en el historial detrás de Snead.
Fue en ocho temporadas el líder en ganancias del PGA Tour (1964, 1965, 1967, 1971, 1972, 1973, 1975 y 1976), segundo en cinco temporadas, y tercero en otras tres. Además, obtuvo el premio a jugador del año en cinco ocasiones (1967, 1972, 1973, 1975 y 1976).
Por otra parte, jugó en seis ocasiones la Ryder Cup, donde logró 18,5 puntos en 28 partidos, y capitaneó al equipo sin jugar en otras dos ediciones.

### Majors
| Año  | Campeonato                        | 54 Hoyos | Marcador              | Margen    | Finalista                                         |
| 1962 | Abierto de los Estados Unidos     | -2       | -1 (72-70-72-69=283)  | Playoff 1 | Arnold Palmer                                     |
| 1963 | Master de Augusta                 | +1       | -2 (74-66-74-72=286)  | 1 golpe   | Tony Lema                                         |
| 1963 | Campeonato de la PGA              | -3       | -5 (69-73-69-68=279)  | 2 golpes  | Dave Ragan                                        |
| 1965 | Master de Augusta (2)             | +5       | -17 (67-71-64-69=271) | 9 golpes  | Arnold Palmer, Gary Player                        |
| 1966 | Master de Augusta (3)             | Par      | E (68-76-72-72=288)   | Playoff 2 | Gay Brewer, Tommy Jacobs                          |
| 1966 | Abierto británico                 | -2       | -2 (70-67-75-70=282)  | 1 golpe   | Doug Sanders, Dave Thomas                         |
| 1967 | Abierto de los Estados Unidos (2) | -1       | -9 (71-67-72-65=275)  | 4 golpes  | Arnold Palmer                                     |
| 1970 | Abierto británico (2)             | -2       | -5 (68-69-73-73=283)  | Playoff 3 | Doug Sanders                                      |
| 1971 | Campeonato de la PGA (2)          | +4       | -7 (69-69-70-73=281)  | 2 golpes  | Billy Casper                                      |
| 1972 | Master de Augusta (4)             | +1       | -2 (68-71-73-74=286)  | 3 golpes  | Bruce Crampton, Bobby Mitchell, Tom Weiskopf      |
| 1972 | Abierto de los Estados Unidos (3) | +1       | +2 (71-73-72-74=290)  | 3 golpes  | Bruce Crampton                                    |
| 1973 | Campeonato de la PGA (3)          | +1       | -7 (72-68-68-69=277)  | 4 golpes  | Bruce Crampton                                    |
| 1975 | Master de Augusta (5)             | -1       | -12 (68-67-73-68=276) | 1 golpe   | Tom Weiskopf, Johnny Miller                       |
| 1975 | Campeonato de la PGA (4)          | +4       | -4 (70-68-67-71=276)  | 2 golpes  | Bruce Crampton                                    |
| 1978 | Abierto británico (3)             | -1       | -7 (71-72-69-69=281)  | 2 golpes  | Ben Crenshaw, Raymond Floyd, Tom Kite, Simon Owen |
| 1980 | Abierto de los Estados Unidos (4) | Par      | -8 (63-71-70-68=272)  | 2 golpes  | Isao Aoki                                         |
| 1980 | Campeonato de la PGA (5)          | +3       | -6 (70-69-66-69=274)  | 7 golpes  | Andy Bean                                         |
| 1986 | Master de Augusta (6)             | -4       | -9 (74-71-69-65=279)  | 1 golpe   | Tom Kite, Greg Norman                             |

1 Derrota a Arnold Palmer en el playoff de 18-hoyos - Nicklaus (71), Palmer (74)

2 Derrota a Tommy Jacobs & Gay Brewer en el playoff de 18-hoyos - Nicklaus (70), Jacobs (72), Brewer (78)

3 Derrota a Doug Sanders en el playoff de 18-hoyos - Nicklaus (72), Sanders (73)

### Resultados anuales

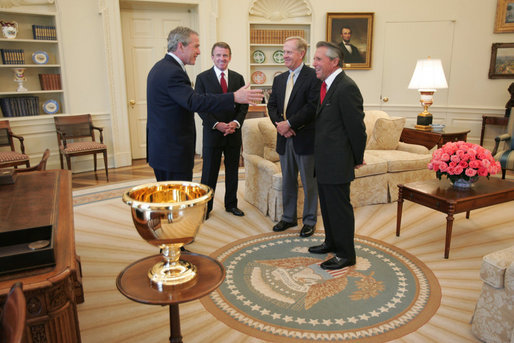
El presidente George W. Bush junto a Tim Finchem (comisionado del PGA Tour) y los capitanes Jack Nicklaus y Gary Player el 13 de abril de 2005 en la oficina oval con la Copa Presidente.

| Tournament                    | 1957 | 1958 | 1959 |
| ----------------------------- | ---- | ---- | ---- |
| Master de Augusta             | DNP  | DNP  | CUT  |
| Abierto de los Estados Unidos | CUT  | T41  | CUT  |
| Abierto británico             | DNP  | DNP  | DNP  |
| Campeonato de la PGA          | DNP  | DNP  | DNP  |

| Tournament                    | 1960   | 1961  | 1962 | 1963 | 1964 | 1965 | 1966 | 1967 | 1968 | 1969 ñ |
| ----------------------------- | ------ | ----- | ---- | ---- | ---- | ---- | ---- | ---- | ---- | ------ |
| Master de Augusta             | T13 LA | T7    | T15  | 1    | T2   | 1    | 1    | CUT  | T5   | T24    |
| Abierto de los Estados Unidos | 2 LA   | T4 LA | 1    | CUT  | T23  | T31  | 3    | 1    | 2    | T25    |
| Abierto británico             | DNP    | DNP   | T32  | 3    | 2    | T12  | 1    | 2    | T2   | T6     |
| Campeonato de la PGA          | DNP    | DNP   | T3   | 1    | T2   | T2   | T22  | T3   | CUT  | T11    |

| Tournament                    | 1970 | 1971 | 1972 | 1973 | 1974 | 1975 | 1976 | 1977 | 1978 | 1979 |
| ----------------------------- | ---- | ---- | ---- | ---- | ---- | ---- | ---- | ---- | ---- | ---- |
| Master de Augusta             | 8    | T2   | 1    | T3   | T4   | 1    | T3   | 2    | 7    | 4    |
| Abierto de los Estados Unidos | T49  | 2    | 1    | T4   | T10  | T7   | T11  | T10  | T6   | T9   |
| Abierto británico             | 1    | T5   | 2    | 4    | 3    | T3   | T2   | 2    | 1    | T2   |
| Campeonato de la PGA          | T6   | 1    | T13  | 1    | 2    | 1    | T4   | 3    | CUT  | T65  |

| Tournament                    | 1980 | 1981 | 1982 | 1983 | 1984 | 1985 | 1986 | 1987 | 1988 | 1989 |
| ----------------------------- | ---- | ---- | ---- | ---- | ---- | ---- | ---- | ---- | ---- | ---- |
| Master de Augusta             | T33  | T2   | T15  | WD   | T18  | T6   | 1    | T7   | T21  | 18   |
| Abierto de los Estados Unidos | 1    | T6   | 2    | T43  | T21  | CUT  | T8   | T46  | CUT  | T43  |
| Abierto británico             | T4   | T23  | T10  | T29  | T31  | CUT  | T46  | T72  | T25  | T30  |
| Campeonato de la PGA          | 1    | T4   | T16  | 2    | T25  | T32  | T16  | T24  | CUT  | T27  |

| Tournament                    | 1990 | 1991 | 1992 | 1993 | 1994 | 1995 | 1996 | 1997 | 1998 | 1999 |
| ----------------------------- | ---- | ---- | ---- | ---- | ---- | ---- | ---- | ---- | ---- | ---- |
| Master de Augusta             | 6    | T35  | T42  | T27  | CUT  | T35  | T41  | T39  | T6   | DNP  |
| Abierto de los Estados Unidos | T33  | T46  | CUT  | T72  | T28  | CUT  | T27  | T52  | T43  | CUT  |
| Abierto británico             | T63  | T44  | CUT  | CUT  | CUT  | T79  | T45  | 60   | DNP  | DNP  |
| Campeonato de la PGA          | CUT  | T23  | CUT  | CUT  | CUT  | T67  | CUT  | CUT  | DNP  | DNP  |

| Tournament                    | 2000 | 2001 | 2002 | 2003 | 2004 | 2005 |
| ----------------------------- | ---- | ---- | ---- | ---- | ---- | ---- |
| Master de Augusta             | T54  | CUT  | DNP  | CUT  | CUT  | CUT  |
| Abierto de los Estados Unidos | CUT  | DNP  | DNP  | DNP  | DNP  | DNP  |
| Abierto británico             | CUT  | DNP  | DNP  | DNP  | DNP  | CUT  |
| Campeonato de la PGA          | CUT  | DNP  | DNP  | DNP  | DNP  | DNP  |

LA = aficionado

DNP = no disputado

WD = lesionado

CUT = no pasó el corte

"T", posición

En verde se muestran las victorias y en amarillo los top-10.

### Resumen
- Comienzos - 163
- Victorias - 18
- Segundos puestos - 19
- Top 3 - 46
- Top 5 - 57
- Top 10 - 73

### Campeonatos del Champions Tour major

#### Victorias (8)
| Año  | Campeonato                               | Marcador              | Margen   | Finalista                           |
| 1990 | The Tradition                            | -10 (71-67-68=206)    | 4 golpes | Gary Player                         |
| 1990 | Sénior Players Championship              | -27 (65-68-64-64=261) | 6 golpes | Lee Trevino                         |
| 1991 | The Tradition (2)                        | -11 (71-73-66-67=277) | 1 golpe  | Phil Rodgers, Jim Colbert, Jim Dent |
| 1991 | Campeonato de la PGA sénior              | -17 (66-66-69-70=271) | 6 golpes | Bruce Crampton                      |
| 1991 | Abierto de los Estados Unidos sénior     | +2 (72-69-70-71=282)  | Playoff  | Chi Chi Rodríguez                   |
| 1993 | Abierto de los Estados Unidos sénior (2) | -6 (68-73-67-70=278)  | 1 golpe  | Tom Weiskopf                        |
| 1995 | The Tradition (3)                        | -12 (69-71-69-67=276) | Playoff  | Isao Aoki                           |
| 1996 | The Tradition (4)                        | -16 (68-74-65-65=272) | 3 golpes | Hale Irwin                          |

#### Resultados anuales
| Torneo                               | 1990 | 1991 | 1992 | 1993 | 1994 | 1995 | 1996 | 1997 | 1998 | 1999 |
| ------------------------------------ | ---- | ---- | ---- | ---- | ---- | ---- | ---- | ---- | ---- | ---- |
| The Tradition                        | 1    | 1    | 2    | T9   | T4   | 1    | 1    | T25  | T25  | DNP  |
| Campeonato de la PGA sénior          | T3   | 1    | T10  | T9   | 9    | 8    | T22  | T2   | T6   | DNP  |
| Sénior Players Championship          | 1    | T22  | DNP  | T22  | T6   | 2    | T24  | T8   | 6    | DNP  |
| Abierto de los Estados Unidos sénior | T2   | 1    | T3   | 1    | T7   | 2    | 16   | T5   | T13  | DNP  |

| Torneo                               | 2000 | 2001 | 2002 | 2003 | 2004 |
| ------------------------------------ | ---- | ---- | ---- | ---- | ---- |
| The Tradition                        | T9   | T29  | 69   | T10  | DNP  |
| Campeonato de la PGA sénior          | T12  | 12   | WD   | CUT  | WD   |
| Sénior Players Championship          | T34  | WD   | DNP  | T40  | DNP  |
| Abierto de los Estados Unidos sénior | T21  | 4    | DNP  | T25  | DNP  |
| Abierto británico sénior             | -1   | -1   | -1   | T14  | DNP  |

1El Abierto británico sénior no fue incluido en el Champions Tour hasta el año 2003.
DNP = no disputado

CUT = no pasó el corte

WD = lesionado

"T", posición

En verde se muestran las victorias y en amarillo los top-10.

#### Resumen
- Inicios - 50
- Corte - 46
- Victorias - 8
- Segundo - 5
- Top 3 - 7
- Top 5 - 9
- Top 10 - 30

### Resumen en el PGA Tour
| Año     | Torneos | Victorias (Majors) | 2º | 3º | Dinero ($) | Ranking | Media |
| ------- | ------- | ------------------ | -- | -- | ---------- | ------- | ----- |
| 1962    | 26      | 3 (1)              | 3  | 4  | 61,868     | 3       | 70.80 |
| 1963    | 25      | 5 (2)              | 2  | 3  | 100,040    | 2       | 70.42 |
| 1964    | 26      | 4                  | 6  | 3  | 113,284    | 1       | 69.96 |
| 1965    | 24      | 5 (1)              | 4  | 3  | 140,752    | 1       | 70.09 |
| 1966    | 19      | 3 (2)              | 3  | 3  | 111,419    | 2       | 70.58 |
| 1967    | 23      | 5 (1)              | 2  | 3  | 188,998    | 1       | 70.23 |
| 1968    | 22      | 2                  | 3  | 1  | 155,285    | 2       | 69.97 |
| 1969    | 23      | 3                  | 1  | 0  | 140,167    | 3       | 71.06 |
| 1970    | 19      | 3 (1)              | 3  | 2  | 142,149    | 3       | 70.75 |
| 1971    | 18      | 5 (1)              | 3  | 3  | 244,490    | 1       | 70.08 |
| 1972    | 19      | 7 (2)              | 3  | 0  | 320,542    | 1       | 70.23 |
| 1973    | 18      | 7 (1)              | 1  | 1  | 308,362    | 1       | 69.81 |
| 1974    | 18      | 2                  | 3  | 0  | 238,178    | 2       | 70.06 |
| 1975    | 16      | 5 (2)              | 1  | 3  | 298,149    | 1       | 69.87 |
| 1976    | 16      | 2                  | 2  | 1  | 266,438    | 1       | 70.17 |
| 1977    | 18      | 3                  | 2  | 1  | 284,509    | 2       | 70.36 |
| 1978    | 15      | 4 (1)              | 2  | 0  | 256,672    | 4       | 71.07 |
| 1979    | 12      | 0                  | 0  | 1  | 59,434     | 71      | 72.49 |
| 1980    | 13      | 2 (2)              | 1  | 0  | 172,386    | 13      | 70.86 |
| 1981    | 16      | 0                  | 3  | 0  | 178,213    | 16      | 70.70 |
| 1982    | 15      | 1                  | 3  | 2  | 232,645    | 12      | 70.90 |
| 1983    | 16      | 0                  | 3  | 1  | 256,158    | 10      | 70.88 |
| 1984    | 13      | 1                  | 2  | 1  | 272,595    | 15      | 70.75 |
| 1985    | 15      | 0                  | 2  | 1  | 165,456    | 43      | 71.81 |
| 1986    | 15      | 1 (1)              | 0  | 0  | 226,015    | 34      | 71.56 |
| 1987    | 11      | 0                  | 0  | 0  | 64,686     | 127     | 72.89 |
| 1988    | 9       | 0                  | 0  | 0  | 28,845     | 177     | 72.78 |
| 1989    | 10      | 0                  | 0  | 0  | 96,594     | 129     | 72.35 |
| 1990    | 9       | 0                  | 0  | 0  | 68,045     | 160     | 73.71 |
| 1991    | 8       | 0                  | 0  | 0  | 123,796    | 122     | 71.61 |
| 1992    | 8       | 0                  | 0  | 0  | 14,868     | 223     | 72.29 |
| 1993    | 10      | 0                  | 0  | 0  | 51,532     | 182     | 72.96 |
| 1994    | 8       | 0                  | 0  | 0  | 11,514     | 248     | 74.79 |
| 1995    | 10      | 0                  | 0  | 0  | 68,180     | 179     | 72.69 |
| 1996    | 7       | 0                  | 0  | 0  | 137,779    | 208     | 73.50 |
| 1997    | 7       | 0                  | 0  | 0  | 85,383     | 174     | 72.91 |
| 1998    | 5       | 0                  | 0  | 0  | 128,157    | 172     | 71.10 |
| 1999    | 2       | 0                  | 0  | 0  | 5,075      | T322    | 73.25 |
| 2000    | 8       | 0                  | 0  | 0  | 17,244     | 229     | 73.56 |
| 2001    | 4       | 0                  | 0  | 0  | 0          | N/A     | 73.08 |
| 2002    | 1       | 0                  | 0  | 0  | 8,910      | 241     | 75    |
| 2003    | 4       | 0                  | 0  | 0  | 0          | N/A     | 75.61 |
| 2004    | 2       | 0                  | 0  | 0  | 11,130     | 251     | 74.16 |
| 2005    | 3       | 0                  | 0  | 0  | 0          | N/A     | 75.33 |
| Carrera | 586     | 73 (18)            | 58 | 36 | 5,734,031  | 157     | 71.80 |

### Victorias como aficionado (7)
- 1958 Trans-Mississippi aficionado
- 1959 Trans-Mississippi aficionado, Abierto de los Estados Unidos aficionado, North and South aficionado
- 1961 Abierto de los Estados Unidos aficionado, NCAA Championship (individual), Western aficionado

### Victorias como profesional (113)

#### Victorias PGA Tour (73)
- 1962 (3): U.S. Open, Seattle World's Fair Open Invitational, Portland Open Invitational
- 1963 (5): Palm Springs Golf Classic, Masters de Augusta, Torneo de campeones, Campeonato de la PGA, Sahara Invitational
- 1964 (4): Abierto de Phoenix, Torneo de Campeones, Whitemarsh Open Invitational, Portland Open Invitational
- 1965 (5): Masters de Augusta, Memphis Open Invitational, Thunderbird Classic, Philadelphia Golf Classic, Portland Open Invitational
- 1966 (3): Masters de Augusta, Abierto británico, Sahara Invitational
- 1967 (5): Bing Crosby National Pro-Am, U.S. Open, Western Open, Westchester Classic, Sahara Invitational
- 1968 (2): Western Open, American Golf Classic
- 1969 (3): Abierto de San Diego, Sahara Invitational, Kaiser International Open Invitational
- 1970 (3): Byron Nelson Golf Classic, Abierto británico, National Four-Ball Championship PGA Players
- 1971 (5): Campeonato de la PGA, Torneo de campeones, Byron Nelson Golf Classic, National Team Championship, Walt Disney World Open Invitational
- 1972 (7): Bing Crosby National Pro-Am, Doral-Eastern Open, Masters de Augusta, U.S. Open, Westchester Classic, U.S. Professional Match Play Championship, Walt Disney World Open Invitational
- 1973 (7): Bing Crosby National Pro-Am, Greater New Orleans Open, Torneo de campeones, Atlanta Classic, Campeonato de la PGA, Ohio Kings Island Open, Walt Disney World Golf Classic
- 1974 (2): Hawaiian Open, Tournament Players Championship
- 1975 (5): Doral-Eastern Open, Heritage, Masters de Augusta, Campeonato de la PGA, World Open Golf Championship
- 1976 (2): Tournament Players Championship, Series mundiales de golf
- 1977 (3): Inverrary Classic, MONY Tournament of Champions, Memorial Tournament
- 1978 (4): Inverrary Classic, Tournament Players Championship, Abierto británico, Philadelphia Golf Classic
- 1980 (2): U.S. Open, Campeonato de la PGA
- 1982 (1): Colonial Invitational
- 1984 (1): Memorial Tournament
- 1986 (1): Masters de Augusta

#### Otras victorias (21)
- 1956 Abierto de Ohio (como aficionado)
- 1962 Series mundiales de golf
- 1963 Series mundiales de golf, Canada Cup
- 1964 Abierto de Australia, Canada Cup
- 1966 PGA Team Championship, Canada Cup
- 1967 Series mundiales de golf, Copa Mundial de Golf
- 1968 Abierto de Australia
- 1970 Series mundiales de golf, Piccadilly World Match Play Championship
- 1971 Abierto de Australia, Copa Mundial de Golf
- 1973 Copa Mundial de Golf
- 1975 Abierto de Australia
- 1976 Abierto de Australia
- 1978 Abierto de Australia
- 1983 Chrysler Team Championship
- 1984 Skins Game

### Victorias como sénior

#### Victorias en el PGA Tour sénior (10)
- 1990 (2) The Tradition, Mazda Senior Tournament Players Championship
- 1991 (3) The Tradition, Campeonato de la PGA senior, Abierto de los Estados Unidos senior
- 1993 (1) Abierto de los Estados Unidos senior
- 1994 (1) Mercedes Championships
- 1995 (1) The Tradition
- 1996 (2) GTE Suncoast Classic, The Tradition

#### Otras victorias como sénior (9)
- 1991 Sénior Skins Game
- 1993 Wendy's 3-Tour Challenge
- 1995 Wendy's 3-Tour Challenge
- 1999 Wendy's 3-Tour Challenge, Office Depot Father/Son Challenge, Diners Club Matches
- 2000 Hyundai Team Matches
- 2005 Wendy's Champions Skins Game
- 2007 Wendy's Champions Skins Game

### Como jugador

#### Aficionado
- Walker Cup: 1959 (ganador), 1961 (ganador)
- Eisenhower Trophy: 1960 (ganador)

#### Profesional
- Ryder Cup: 1969, 1971 (ganador), 1973 (ganador), 1975 (ganador), 1977 (ganador), 1981 (ganador)
- Copa Mundial de Golf:
  - 1963 (ganador individual y por equipos con Arnold Palmer)
  - 1964 (ganador individual y por equipos con Arnold Palmer)
  - 1966 (ganador por equipos con Arnold Palmer)
  - 1967 (ganador por equipos con Arnold Palmer)
  - 1971 (ganador individual y por equipos con Lee Trevino)
  - 1973 (ganador por equipos con Johnny Miller)

### Como capitán
- Copa Ryder: 1983 (ganador), 1987
- Copa de Presidentes: 1998, 2003, 2005 (ganador), 2007 (ganador)

### Condecoraciones y agradecimientos

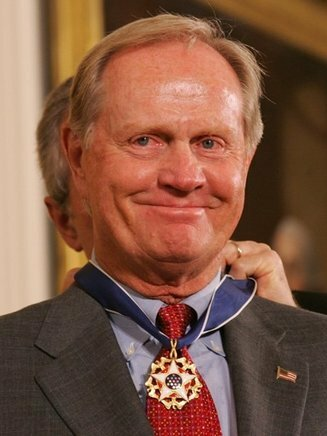
El 9 de noviembre de 2005, el presidente Bush otorgó a Jack Nicklaus la Medalla Presidencial de la Libertad en la Casa Blanca.

Nicklaus logró el premio Bob Jones (1975), el premio Payne Stewart (2000), el deportista del año para Sports Illustrated (1978), el atleta de la década para los escritores deportivos nacionales (1979), la personalidad del año para la BBC (1980), el golfista de la PGA del siglo por los periodistas y profesionales del golf (1988), el arquitecto de campos de golf del año para Golf World (1993), el golfista del siglo para la Golf Monthly Magazine, el premio ESPY (2001), el premio Muhammad Ali a la leyenda del deporte (2003), el premio GCSAA Old Tom Morris (2005) y el Woodrow Wilson Awards entre otros. Igualmente ha sido incluido en el Salón de la Fama del Golf Mundial en 1974 y en el Salón de la Fama del Golf Canadiense en 1995.
Excluyendo a la familia real, fue la primera persona en tener una publicación especial conmemorativa de cinco billetes de una libra, emitidos por el Banco Real de Escocia. En Columbus, Ohio, se fundó el Museo Jack Nicklaus en el campus de la Universidad Estatal de Ohio.